# Reprezentacja Polski w unihokeju mężczyzn
Reprezentacja Polski w unihokeju mężczyzn – zespół unihokeja reprezentujący Rzeczpospolitą Polską w meczach i sportowych imprezach międzynarodowych, w którym występować mogą wszyscy zawodnicy posiadający obywatelstwo polskie, niezależnie od wieku, narodowości czy wyznania. Za jej funkcjonowanie odpowiedzialny jest Polski Związek Unihokeja (PZUnihokeja).

## Historia
Reprezentacja mężczyzn w unihokeju swój pierwszy mecz międzypaństwowy rozegrała w 1998 r. z reprezentacją Łotwy. Dwa lata później Polska po raz pierwszy wzięła udział w mistrzostwach świata dywizji B, gdzie zajęła 4. miejsce. W następnych mistrzostwach tej dywizji, które odbyły się w Finlandii w 2002 r. nasi reprezentanci zajęli 5. miejsce na 16. drużyn. W 2004 r. Polacy nie wystąpili na mistrzostwach przez co spadli do dywizji C. Udało się to odrobić dwa lata później zajmując pierwsze miejsce w trzeciej grupie i powrócić do drugiej dywizji. W 2008 r. kadra prowadzona przez Romana Twerdyka zagrała w finale dywizji B z drużyną Niemiec, zajmując ostatecznie drugie miejsce po przegranej 11-7. Dwa lata później "Orły" zagrały w mistrzostwach, w których nie było już podziału na dywizje i w tym turnieju zajęli 9. miejsce, jak dotąd najlepsze w historii. W 2017 r. Polacy jako gospodarze wzięli udział w The Word Games we Wrocławiu. Ostatni występ reprezentacji odbył się na mistrzostwach w Pradze w 2018 r., na których zajęła 13. miejsce.

## Udział w turniejach międzynarodowych

### Mistrzostwach Świata

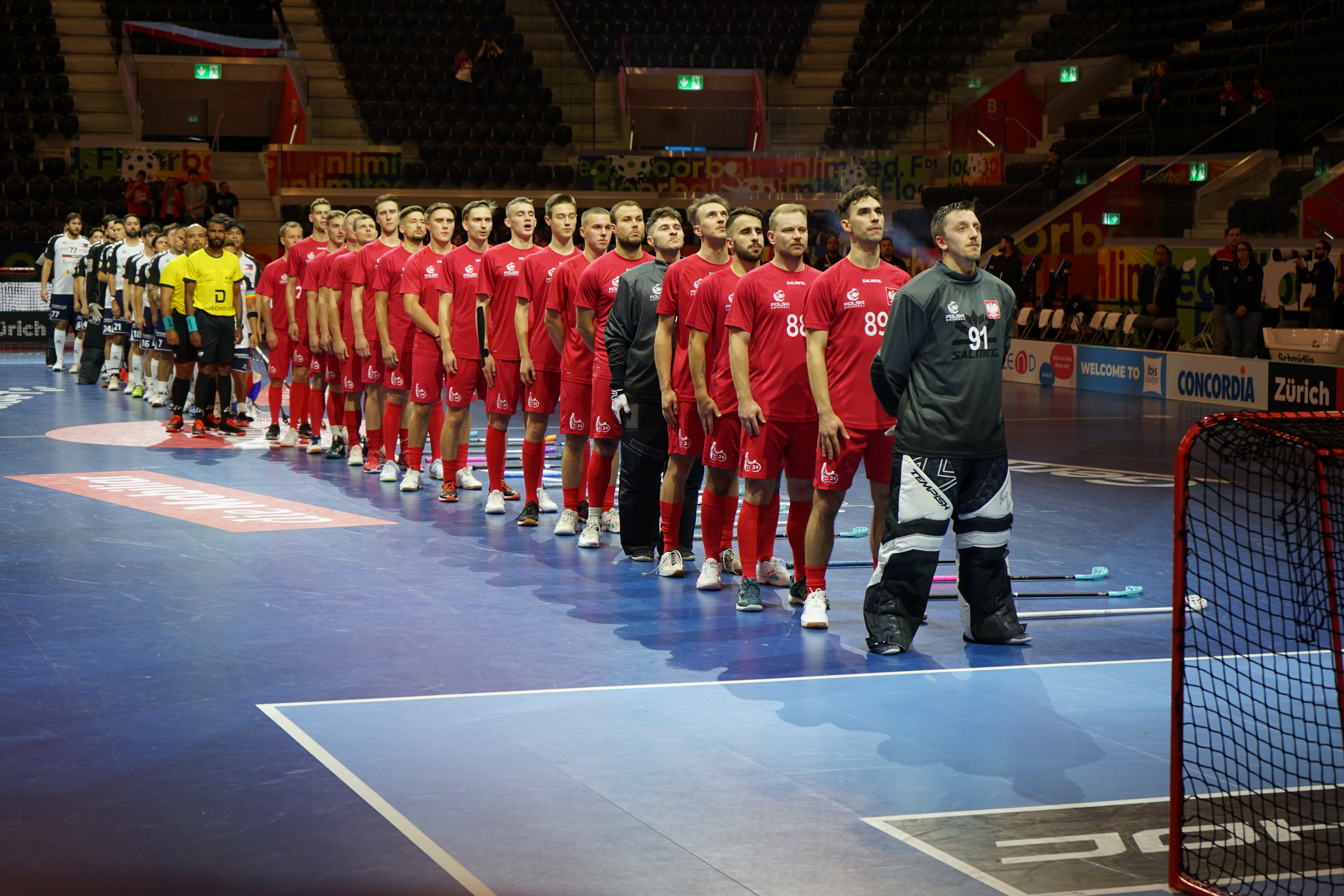
Reprezentacja Polski podczas Mistrzostw Świata w 2022 roku.

| Rok     | M                        | Z                        | R                        | P                        | Suma                     | +/-                      | Miejsce                  |
| ------- | ------------------------ | ------------------------ | ------------------------ | ------------------------ | ------------------------ | ------------------------ | ------------------------ |
| MŚ 1996 | nie brali udziału        | nie brali udziału        | nie brali udziału        | nie brali udziału        | nie brali udziału        | nie brali udziału        | nie brali udziału        |
| MŚ 1998 | nie brali udziału        | nie brali udziału        | nie brali udziału        | nie brali udziału        | nie brali udziału        | nie brali udziału        | nie brali udziału        |
| MŚ 2000 | 5                        | 2                        | 0                        | 3                        | 22:18                    | +4                       | 16. miejsce              |
| MŚ 2002 | 6                        | 3                        | 1                        | 2                        | 25:18                    | +7                       | 15. miejsce              |
| MŚ 2004 | nie brali udziału        | nie brali udziału        | nie brali udziału        | nie brali udziału        | nie brali udziału        | nie brali udziału        | nie brali udziału        |
| MŚ 2006 | wystąpili w MŚ dywizji C | wystąpili w MŚ dywizji C | wystąpili w MŚ dywizji C | wystąpili w MŚ dywizji C | wystąpili w MŚ dywizji C | wystąpili w MŚ dywizji C | wystąpili w MŚ dywizji C |
| MŚ 2008 | 6                        | 5                        | 0                        | 1                        | 61:40                    | +21                      | 12. miejsce              |
| MŚ 2010 | 5                        | 3                        | 0                        | 2                        | 27:31                    | −4                       | 9. miejsce               |
| MŚ 2012 | 5                        | 2                        | 0                        | 3                        | 20:42                    | −22                      | 11. miejsce              |
| MŚ 2014 | nie zakwalifikowali się  | nie zakwalifikowali się  | nie zakwalifikowali się  | nie zakwalifikowali się  | nie zakwalifikowali się  | nie zakwalifikowali się  | nie zakwalifikowali się  |
| MŚ 2016 | 5                        | 2                        | 1                        | 2                        | 29:21                    | +8                       | 13. miejsce              |
| MŚ 2018 | 5                        | 3                        | 0                        | 2                        | 25:13                    | +12                      | 13. miejsce              |
| MŚ 2020 | 6                        | 3                        | 0                        | 3                        | 42:33                    | +9                       | 11. miejsce              |
| MŚ 2022 | 6                        | 3                        | 0                        | 3                        | 29:36                    | -7                       | 11. miejsce              |
| Razem   | 49                       | 26                       | 2                        | 24                       | 280:252                  | +28                      |                          |

### Mistrzostwa Świata dywizji C
| Rok         | M | Z | R | P | Suma  | +/- | Miejsce    |
| ----------- | - | - | - | - | ----- | --- | ---------- |
| MŚ "C" 2006 | 5 | 4 | 0 | 1 | 48:14 | +34 | 1. miejsce |

### Kwalifikacje do MŚ
| Rok  | M | Z | R | P | Suma  | +/- | Miejsce |
| ---- | - | - | - | - | ----- | --- | ------- |
| 2010 | 4 | 3 | 1 | 0 | 29:7  | +22 | 2/8     |
| 2012 | 4 | 2 | 2 | 0 | 41:13 | +28 | 2/5     |
| 2014 | 5 | 3 | 0 | 2 | 42:24 | +18 | 3/6     |
| 2016 | 4 | 2 | 0 | 2 | 26:24 | +2  | 3/5     |
| 2018 | 5 | 3 | 2 | 2 | 30:23 | +7  | 3/6     |
| 2020 | 4 | 3 | 0 | 1 | 29:25 | +4  | 3/5     |
| 2022 | 4 | 3 | 0 | 1 | 15:8  | +7  | 3/5     |
| 2024 | 4 | 1 | 1 | 1 | 17:27 | -10 | 3/5     |

### The World Games
| Rok  | M | Z | R | P | Suma | +/- | Miejsce    |
| ---- | - | - | - | - | ---- | --- | ---------- |
| 2017 | 3 | 0 | 0 | 3 | 2:21 | -19 | 6. miejsce |

## Selekcjonerzy

### Mistrzostwa Świata
- 2008 - Roman Twerdyk
- 2010 - Patric Johansson / Oliwer Wronski
- 2012 - Patric Johansson / Jacek Izdebski
- 2014 - Patric Johansson / Marcin Zmiarowski
- 2016 - Marcin Zmiarowski / Marek Kawik
- 2018 - Jan Holovka / Libor Hrcek
- 2020 - Jan Holovka / Libor Hrcek
- 2022 - Jan Holovka / Libor Hrcek